# 角谷静夫
角谷 静夫（かくたに しずお、1911年（明治44年）8月28日 - 2004年（平成16年）8月17日 ）は、日本の数学者。イェール大学名誉教授。娘は日系アメリカ人文芸批評家のミチコ・カクタニ（角谷美智子）。関数解析や確率論の研究で著名。

## 来歴
大阪市生まれ。旧制甲南高等学校文科を経て、1934年東北帝国大学理学部数学科卒業。大阪帝国大学助教授、1940年、アメリカのプリンストン高等研究所に留学。太平洋戦争中も同研究所で研究を続けるが、1942年に母親の意志を受けて帰国。1948年、再びプリンストン高等研究所に戻る。1949年イェール大学准教授、1952年同教授。1982年、定年退職。
コネティカット州ニューヘブンにて死去。

## 業績
1941年（昭和16年）に不動点定理を発表。角谷の不動点定理はブラウワーの不動点定理を一般化したものであった。経済学やゲーム理論において、角谷の不動点定理は現在でも頻繁に使われている。特に、ゲーム理論においてはナッシュ均衡の存在を示すために、経済学においては一般均衡解の存在を示すために、角谷の不動点定理は決定的な役割を果たした。1950年にはケンブリッジで開催された国際数学者会議で全体講演を行っている。

## エピソード
1941年（昭和16年）8月14日、ポール・エルデシュ、アーサー・ストーンら3人と連れ立ってドライブしていたところ、ニューヨーク州ロングアイランドの立ち入り禁止区域に侵入してしまった。敵国人であった角谷はスパイ嫌疑を掛けられて拘束されるが、プリンストン高等研究所の責任者が素性を説明したことで解放された。この一件を受けて『デイリー・ニューズ』紙に「間諜3人組」の誤記事が掲載された。
同年12月、日本とアメリカが開戦したとき、角谷は客員教授としてプリンストン高等研究所に在籍していた。彼はそのままプリンストンに留まることもできたが、母親のことが心配だったので帰国することにした。角谷は、アメリカの戦時交換船であるスウェーデンの客船で大西洋を横断し、喜望峰経由でモザンビークのロレンソ・マルケスから日本の交換船に乗り換えて帰国した。大西洋ではドイツの潜水艦による攻撃の恐れが常に存在した。角谷は毎日デッキに座って自分の数学の課題を考え、夜になるとその日に得た定理を紙に書きボトルメールとして海に投じた。瓶にはこれを発見した人はプリンストンに送ってくれるように手紙をつけてあった。しかし、2005年に至るまで、手紙は一つも届いていないと言う。

## 著書
著作集
- Shizuo Kakutani: Selected Papers. Contemporary Mathematicians. Birkhaeuser. (January 1986). ISBN 9780817632793